# Paul-Henri Sandaogo Damiba
Paul-Henri Sandaogo Damiba (Uagadugú, 2 de enero de 1981) es un militar burkinés con el rango de teniente coronel. Fue Presidente interino de Burkina Faso, del 31 de enero al 30 de septiembre de 2022, cuando fue destituido en un golpe de Estado, por su propio colega militar Ibrahim Traore. Damiba había llegado al poder apenas ocho meses antes, el 24 de enero, cuando destituyó al presidente Roch Marc Christian Kaboré mediante un golpe de Estado. Con 41 años, también fue el octavo gobernante más joven en ejercicio, así como el quinto más joven de la historia del país.

## Biografía
Paul-Henri nació el 2 de enero de 1981, en la ciudad de Uagadugú, de la entonces República del Alto Volta.
Cursó sus primeros estudios militares en la academia militar Georges Namoano, en la ciudad de Po; egresando en 2003.
En 2017 realizó estudios en la École Militaire de París. Durante sus estudios, se reunió con el futuro presidente de Guinea, Mamady Doumbouya, que también se entrenaba allí.
Tiene una maestría en criminología del Conservatorio Nacional de Artes y Oficios en París y una certificación de experto en defensa en gestión, mando y estrategia.
Ha recibido capacitación a través de varios programas de los Estados Unidos. En 2010 y 2020, participó en los ejercicios de capacitación de intercambio combinado conjunto Flintlock, incluida la sensibilización sobre los derechos humanos y las leyes de los conflictos armados.  En 2013, participó en el curso de asistencia y capacitación en operaciones de contingencia africana financiado por el Departamento de Estado de EE. UU. En 2013 y 2014, asistió al Curso Básico de Oficiales de Inteligencia Militar para África. En 2018 y 2019, se entrenó en Burkina Faso con un elemento de apoyo militar civil del Departamento de Defensa de EE. UU.

### Carrera militar
Tiene el rango de teniente coronel y es comandante de la tercera región militar que cubre Uagadugú, Manga, Koudougou y Fada N'Gourma. Se desempeñó como miembro del Regimiento de Seguridad Presidencial, donde se mantuvo hasta 2011, después de un motín del ejército.
Se opuso al Golpe de Estado en Burkina Faso de 2015, colaborando activamente al restablecimiento del presidente Michel Kafando, y al enjuiciamiento de los militares que encabezaron la intentona golpista.
Damiba ha ganado popularidad por sus acciones durante la insurgencia yihadista en Burkina Faso. En el pasado, pidió al gobierno de Burkina Faso que reclutara mercenarios del Grupo Wagner ruso contra los rebeldes islamistas. El gobierno de Roch Marc Kaboré se opuso estrictamente a la propuesta, con el argumento de que hacerlo alejaría a Burkina Faso de Occidente.
En diciembre de 2021, un ejército de yihadistas invadió la base de una gendarmería en Inata, Soum, matando a 49 gendarmes y cuatro civiles. Se levantó un alboroto significativo en respuesta al ataque, impulsado por las revelaciones sobre el mal trato de los gendarmes por parte del gobierno antes del allanamiento, lo que obligó a numerosos funcionarios del gobierno a renunciar o cambiar sus ministerios. Según el centro de referencia afroamericano en línea BlackPast.org: "Más tarde salió a la luz que los gendarmes de Inata no habían recibido raciones de alimentos durante dos semanas... [ellos] se vieron obligados a sacrificar animales en los alrededores para mantenerse con vida". Kaboré nombró a Damiba, quien para entonces estaba profundamente conmovida por los hechos de Inata, como jefe de un ministerio de "operaciones antiterroristas" que buscaría la seguridad para el este de Burkina Faso y Uagadugú.

## Presidente

### Golpe de Estado
El 24 de enero de 2022, encabezó un golpe de Estado que depuso y detuvo al presidente Roch Marc Christian Kaboré y al primer ministro Lassina Zerbo. Mientras la gente celebraba el golpe en Uagadugú, algunos simpatizantes portaban banderas rusas, como señal de su llamado a recibir ayuda de Rusia en su lucha contra el terrorismo islamista. Tras el anuncio, los militares declararon que la Asamblea Nacional y el Gobierno habían sido disueltos, mientras que la Constitución había sido suspendida. El 31 de enero, la junta militar restauró la Constitución y nombró a Damiba como presidente interino.

### Gobierno
Con Damiba a la cabeza, la junta militar del Movimiento Patriótico para la Salvaguardia y Restauración se comprometió a mejorar la seguridad y finalmente restaurar el gobierno civil. Sin embargo, el régimen militar no logró derrotar a los yihadistas; en cambio, los rebeldes y otros actores no estatales incluso ampliaron sus operaciones y controlaron el 40% del país para septiembre de 2022. Muchos oficiales militares se sintieron insatisfechos con Damiba, creyendo que no se centró en la rebelión. Los insurgentes yihadistas lanzaron varios ataques importantes en septiembre de 2022, lo que provocó que el presidente interino reorganizara su gabinete. El 12 de septiembre, destituyó a su ministro de Defensa, el general Aimé Barthélemy Simporé, y asumió él mismo el cargo. También nombró coronel mayor Silas Keita como ministro delegado encargado de la defensa nacional. Estos cambios no satisficieron a los elementos del ejército descontentos.

### Caída
El 30 de septiembre de 2022, fue expulsado por elementos del ejército insatisfechos encabezados por el capitán Ibrahim Traore. Esto ocurrió ocho meses después de haber tomado el poder. El experto en Sahel y académico de la Universidad de Calgary, Abdul Zanya Salifu, argumentó que su incapacidad para derrotar a los yihadistas había llevado a la caída de Damiba, ya que su promesa de mejorar la seguridad había sido la justificación para que tomara el poder en primer lugar.
Se desconoce el paradero de Damiba tras el golpe. La nueva junta bajo el liderazgo de Traore acusó más tarde a Damiba de intentar huir hacia la base militar francesa de Camp Kamboinsin para organizar un contragolpe. Sin embargo, Damiba rechazó el cargo y Traore declaró más tarde que no creía que Francia estuviera involucrada. Francia negó cualquier participación en el golpe de septiembre de 2022.
Los líderes religiosos y comunitarios anunciaron el 2 de octubre que Damiba había accedido a renunciar a su cargo después de mediar entre él y Traore. Damiba exigió siete garantías a cambio, incluida la protección de sus aliados, una garantía para su seguridad y derechos, y que la nueva junta cumpliría la promesa que hizo a la Comunidad Económica de Estados de África Occidental sobre la restauración del gobierno civil en dos años. Traore aceptó el trato y se le permitió a Damiba exiliarse en Togo.

## Imagen pública
El golpe de enero de 2022 fue muy popular en Burkina Faso.  Damiba se ha hecho conocido por la boina roja que usa durante los discursos, que se cree que es una impresión del revolucionario burkinés y padre fundador Thomas Sankara, cuyos discursos también tenían una retórica similar a la de Damiba. Ya había ganado elogios antes del golpe por sus actividades en la lucha contra los yihadistas.
Cuando Damiba demostró ser incapaz de contener la insurgencia, el apoyo público para él disminuyó drásticamente. Cuando fue derrocado en septiembre de 2022, grupos en la capital se reunieron para expresar su apoyo a quienes lo habían depuesto.

## Publicaciones
En 2021, publicó un libro sobre la lucha contra los islamistas: Los ejércitos de África occidental y el terrorismo: ¿Respuestas inciertas?.